# Battaglia di Cabezón
La battaglia di Cabezón fu uno scontro combattuto all'inizio della guerra d'indipendenza spagnola, il 12 giugno 1808, tra una piccola milizia spagnola (denominata "Esercito di Castiglia") con base a Valladolid ed un distaccamento di Jean Baptiste Bessières facente parte dell'armata di Antoine Charles Louis de Lasalle.

## Descrizione
La battaglia ebbe luogo quando il piccolo esercito del generale Cuesta, racimolato quasi da zero allo scopo di difendere la Vecchia Castiglia, si schierò presso il ponte sul Pisuerga a Cabezón, a soli 13 km da Valladolid, al fine di bloccare la strada da Burgos alle divisioni francesi che stavano avanzando. Invece di scavare un fossato sulla sponda opposta del fiume, Cuesta, spinto dall'entusiasmo dei suoi uomini, portò le truppe oltre il ponte contro un nemico che disponeva del doppio della forza, con un esito prevedibile. La veterana cavalleria di Lasalle calpestò con facilità gli inesperti combattenti di Cuesta, e marciò verso Valladolid.